# Amílcar (Drépano)
Amílcar fue un general cartaginés de la primera guerra púnica. Aunque se desconocen detalles familiares es claro que no es el mismo personaje que Amílcar Barca.
Al tercer año de la guerra (262 a. C.) fue nombrado comandante en jefe de los cartagineses en sustitución de Hannón el Viejo que no había podido evitar la derrota en la batalla de Agrigento. Sus primera operaciones fueron victoriosas y aunque la flota cartaginesa fue derrotada en la batalla de Milas por el cónsul romano Cayo Duilio en 260 a. C., Amílcar mantuvo la superioridad de sus fuerzas en tierra.
Enterado de que los romanos habían acampado en Terma, alejados del campamento de los legionarios, atacó repentinamente y mató a 4000 romanos, entonces atravesó la isla y llegó hasta Enna y hasta Camarina, ciudades que ocupó sin lucha ya que los habitantes se rindieron, también fortificó Drépano que se convirtió en una de las principales fortalezas cartaginesas al final de la guerra.
El 257 a. C. dirigió la flota en la costa norte de Sicilia y luchó en la batalla de Tíndaris contra el cónsul Cayo Atilio Régulo Serrano, en una batalla que según Polibio no tuvo un ganador claro (sin embargo, el cónsul romano obtuvo por esta batalla los honores del triunfo en Roma). En 256 a. C. unido a Hannón en el mando de la gran flota cartaginesa, le fue encargado de impedir el paso de los romanos hacia África como pretendían los cónsules Marco Atilio Régulo y Lucio Manlio Vulsón Longo. Las dos flotas se enfrentaron a la batalla del Cabo Ecnomo, en la costa sur de Sicilia, ambas eran similares, 350 trirremes de los cartagineses y 330 barcos más los transportes de los romanos. Aunque Amílcar, que mandaba el ala izquierda, obtuvo una leve ventaja, el desenlace de la batalla fue una gran victoria para los romanos; 30 barcos cartagineses fueron hundidos o destruidos y 64 capturados; Amílcar se retiró con el resto de la flota hacia Heraclea Minoa y muy poco después recibió órdenes de volver a Cartago amenazada por los romanos que habían conseguido desembarcar. A su regreso a Cartago se le dio el mando del ejército junto con Asdrúbal y Bostar, con el que tenían que enfrentar a Régulo. Los errores de los generales llevaron a la derrota cartaginesa de Adís. Polibio no dice cuál fue la suerte de los generales después de la batalla pero parece que conservaron el mando. Orosio habla de un Amílcar, probablemente el mismo, que muy poco después de la batalla de Adís fue enviado a combatir a los sublevados númidas; Floro por su parte dice que los generales cartagineses murieron o fueron hechos prisioneros así que el Amílcar mencionado por Orosio podría ser un personaje diferente.